# حدسية جاكوبية
في الرياضيات، الحدسية الجاكوبية هي مسألة مشهورة غير محلولة تتعلق بكثيرات الحدود متعددة المتغيرات . تنص على أنه إذا كانت هناك دالة متعددة الحدود من فضاء ذو أبعاد {\displaystyle n} إلى فضاء ذو أبعاد {\displaystyle n} لها محدد جاكوبي غير صفري، فإن هذه الدالة لها معكوس متعدد الحدود. تم حدس هذه الحدسية لأول مرة في عام 1939 من قبل أوت هاينريش كيلر،  ونشرها شريرام أبهيانكر على نطاق واسع، كمثال على مسألة صعبة في الهندسة الجبرية يمكن فهمها من طرف شخص لديه معرفة بالحسبان.